# Mironivski
Mironivski (en ucraniano: Миронівський, lit. 'Myronivskyi'; en ruso: Мироновский, romanizado: Mironovski) es una ciudad ucraniana perteneciente al óblast de Donetsk. Situada en el este del país, formaba parte del municipio de Debáltseve hasta 2015, aunque ahora es parte del raión de Bajmut y es centro su propio municipio (hromada). Mironivski forma parte de la conglomeración Toretsk-Jórlivka-Yenákiyeve.
La ciudad se encuentra ocupada por Rusia desde el 23 de mayo de 2022, siendo administrada como parte de la de facto República Popular de Donetsk.

## Toponimia
El nombre de Mironivski deriva del nombre del río Mironivka

## Geografía
Mironivski está a orillas del río Lugán y de la represa del río Mironivka, 25 km al sureste de Bajmut y a 62 km de Donetsk.

## Historia
Mironivski fue construido en 1953 como una urbanización para los trabajadores de la central térmica de Mironivka (construida entre 1953 y 1957). En 2015 recibió el estatus de ciudad. 
Desde 2015, a raíz de los acontecimientos de la guerra del Dombás, la ciudad está en la zona de hostilidades activas. Varios edificios fueron destruidos, las ventanas de la mayoría de los edificios resultaron dañadas y muchos ciudadanos evacuaron el lugar.
Durante la invasión rusa de Ucrania, el asentamiento quedó bajo el control de las tropas rusas y de la República Popular de Donetsk el 23 de mayo de 2022 como parte de la ofensiva del Dombás.

## Demografía
La evolución de la población entre 1959 y 2021 fue la siguiente:
| 5196                                                          | 9526 | 8815 | 9727 | 8784 | 13 478 | 8142 | 8045 | 7596 | 7221 |
| (Fuente: Cities & Towns of Ukraine y UKRAINE: Größere Städte) |      |      |      |      |        |      |      |      |      |

Según el censo de 2001, la  distribución lingüística de los habitantes de Mironivski es la siguiente, el 66,82%, tienen como lengua materna el ruso y el 46,62% el ucraniano.